# Бёменкирх
Бёменкирх (нем. Böhmenkirch) — община в Германии, в земле Баден-Вюртемберг. 
Подчиняется административному округу Штутгарт. Входит в состав района Гёппинген.  Население составляет 5515 человек (на 31 декабря 2010 года). Занимает площадь 51,08 км².